# Бадминтон на Азиатских играх
Соревнования по бадминтону проводятся на летних Азиатских играх начиная с 1962 года. Разыгрываются семь комплектов наград: у мужчин и женщин по отдельности — одиночный и парный разряды, а также командные соревнования; также проводится турнир смешанных пар (мужчина и женщина; смешанный парный разряд, микст).

## Виды соревнований
|                        | 62      | 66      | 70      | 74      | 78      | 82      | 86      | 90      | 94      | 98      | 02      | 06      | 10      | 14      | 18      | Годы    |
| Мужчины                | Мужчины | Мужчины | Мужчины | Мужчины | Мужчины | Мужчины | Мужчины | Мужчины | Мужчины | Мужчины | Мужчины | Мужчины | Мужчины | Мужчины | Мужчины | Мужчины |
| ---------------------- | ------- | ------- | ------- | ------- | ------- | ------- | ------- | ------- | ------- | ------- | ------- | ------- | ------- | ------- | ------- | ------- |
| Одиночный разряд       | X       | X       | X       | X       | X       | X       | X       | X       | X       | X       | X       | X       | X       | X       | X       | 15      |
| Парный разряд          | X       | X       | X       | X       | X       | X       | X       | X       | X       | X       | X       | X       | X       | X       | X       | 15      |
| Команда                | X       | X       | X       | X       | X       | X       | X       | X       | X       | X       | X       | X       | X       | X       | X       | 15      |
| Женщины                |         |         |         |         |         |         |         |         |         |         |         |         |         |         |         |         |
| Одиночный разряд       | X       | X       | X       | X       | X       | X       | X       | X       | X       | X       | X       | X       | X       | X       | X       | 15      |
| Парный разряд          | X       | X       | X       | X       | X       | X       | X       | X       | X       | X       | X       | X       | X       | X       | X       | 15      |
| Команда                | X       | X       | X       | X       | X       | X       | X       | X       | X       | X       | X       | X       | X       | X       | X       | 15      |
|                        |         |         |         |         |         |         |         |         |         |         |         |         |         |         |         |         |
| Смешанная пара (микст) |         | X       | X       | X       | X       | X       | X       | X       | X       | X       | X       | X       | X       | X       | X       | 14      |
|                        |         |         |         |         |         |         |         |         |         |         |         |         |         |         |         |         |
| Всего                  | 6       | 7       | 7       | 7       | 7       | 7       | 7       | 7       | 7       | 7       | 7       | 7       | 7       | 7       | 7       |         |

## Призёры соревнований

### Мужчины

#### Одиночный разряд
| Год  | Золото                       | Серебро                         | Бронза                                                              |
| ---- | ---------------------------- | ------------------------------- | ------------------------------------------------------------------- |
| 1962 | Индонезия · Tan Joe Hok      | Малайя · Teh Kew San            | Индонезия · Ferry Sonneville                                        |
| 1966 | Индонезия · Ang Tjin Siang   | Индонезия · Wong Pek Sen        | Мьянма · Kyi Nyunt · Япония · Masao Akiyama                         |
| 1970 | Малайзия · Punch Gunalan     | Индонезия · Muljadi             | Япония · Ippei Kojima · Таиланд · Sangob Rattanusorn                |
| 1974 | Китай · Hou Jiachang         | Китай · Fang Kaixiang           | Индонезия · Liem Swie King                                          |
| 1978 | Индонезия · Liem Swie King   | Китай · Han Jian                | Китай · Luan Jin · Индонезия · Iie Sumirat                          |
| 1982 | Китай · Han Jian             | Индонезия · Liem Swie King      | Китай · Chen Changjie · Индия · Syed Modi                           |
| 1986 | Китай · Zhao Jianhua         | Китай · Yang Yang               | Республика Корея · Park Sung-bae · Республика Корея · Sung Han-kook |
| 1990 | Китай · Zhao Jianhua         | Китай · Yang Yang               | Индонезия · Alan Budikusuma · Малайзия · Rashid Sidek               |
| 1994 | Индонезия · Hariyanto Arbi   | Индонезия · Joko Suprianto      | Китай · Дун Цзюн · Республика Корея · Kim Hak-kyun                  |
| 1998 | Китай · Дун Цзюн             | Индонезия · Hendrawan           | Китай · Sun Jun · Малайзия · Yong Hock Kin                          |
| 2002 | Индонезия · Тауфик Хидаят    | Республика Корея · Lee Hyun-il  | Индонезия · Hendrawan · Республика Корея · Shon Seung-mo            |
| 2006 | Индонезия · Тауфик Хидаят    | Китай · Линь Дань               | Республика Корея · Lee Hyun-il · Малайзия · Ли Чонг Вей             |
| 2010 | Китай · Линь Дань            | Малайзия · Ли Чонг Вей          | Китай · Чэнь Цзинь · Республика Корея · Park Sung-hwan              |
| 2014 | Китай · Линь Дань            | Китай · Чэнь Лун                | Гонконг · Wei Nan · Малайзия · Ли Чонг Вей                          |
| 2018 | Индонезия · Jonatan Christie | Китайский Тайбэй Chou Tien-chen | Индонезия · Anthony Sinisuka Ginting · Япония · Kenta Nishimoto     |

#### Парный разряд
| Год  | Золото                                                       | Серебро                                             | Бронза                                                                                         |
| ---- | ------------------------------------------------------------ | --------------------------------------------------- | ---------------------------------------------------------------------------------------------- |
| 1962 | Малайя · Tan Yee Khan · Ng Boon Bee                          | Индонезия · Tan Joe Hok · Liem Tjeng Kiang          | Индонезия · Tutang Djamaluddin · Abdul Patah Unang                                             |
| 1966 | Малайя · Ng Boon Bee · Tan Yee Khan                          | Индонезия · Ang Tjin Siang · Tjoa Tjong Boan        | Индонезия · Tan King Gwan · Abdul Patah Unang · Таиланд · Charoen Wattanasin · Tuly Ulao       |
| 1970 | Малайзия · Ng Boon Bee · Punch Gunalan                       | Япония · Junji Honma · Shoichi Toganoo              | Индонезия · Rudy Hartono · Indra Gunawan · Таиланд · Chavalert Chumkum · Pornchai Sakuntaniyom |
| 1974 | Индонезия · Tjun Tjun · Johan Wahjudi                        | Индонезия · Christian Hadinata · Ade Chandra        | Китай · Tang Xianhu · Chen Tianxiang                                                           |
| 1978 | Индонезия · Ade Chandra · Christian Hadinata                 | Китай · Tang Xianhu · Lin Shiquan                   | Китай · Hou Jiachang · Yu Yaodong · Гонконг · Fu Han Ping · Wong Man Hing                      |
| 1982 | Индонезия · Icuk Sugiarto · Christian Hadinata               | Китай · Luan Jin · Lin Jiangli                      | Индия · Leroy D’Sa · Pradeep Gandhe · Республика Корея · Park Joo-bong · Lee Eun-ku            |
| 1986 | Республика Корея · Park Joo-bong · Kim Moon-soo              | Китай · Tian Bingyi · Li Yongbo                     | Китай · Ding Qiqing · Chen Kang · Индонезия · Liem Swie King · Bobby Ertanto                   |
| 1990 | Китай · Tian Bingyi · Li Yongbo                              | Республика Корея · Park Joo-bong · Kim Moon-soo     | Индонезия · Eddy Hartono · Rudy Gunawan · Малайзия · Razif Sidek · Jalani Sidek                |
| 1994 | Индонезия · Рекси Майнаки · Ricky Subagja                    | Малайзия · Cheah Soon Kit · Soo Beng Kiang          | Китай · Chen Kang · Chen Hongyong · Китай · Jiang Xin · Huang Zhanzhong                        |
| 1998 | Индонезия · Ricky Subagja · Рекси Майнаки                    | Таиланд · Pramote Teerawiwatana · Siripong Siripool | Китай · Liu Yong · Yu Jinhao · Республика Корея · Lee Dong-soo · Yoo Yong-sung                 |
| 2002 | Республика Корея · Lee Dong-soo · Yoo Yong-sung              | Таиланд · Pramote Teerawiwatana · Tesana Panvisvas  | Индонезия · Halim Haryanto · Tri Kusharjanto · Малайзия · Chan Chong Ming · Chew Choon Eng     |
| 2006 | Малайзия · Koo Kien Keat · Tan Boon Heong                    | Индонезия · Luluk Hadiyanto · Alvent Yulianto       | Индонезия · Маркис Кидо · Хендра Сетиаван · Республика Корея · Чон Джэ Сон · Lee Yong-dae      |
| 2010 | Индонезия · Маркис Кидо · Хендра Сетиаван                    | Малайзия · Koo Kien Keat · Tan Boon Heong           | Индонезия · Mohammad Ahsan · Alvent Yulianto · Республика Корея · Чон Джэ Сон · Lee Yong-dae   |
| 2014 | Индонезия · Mohammad Ahsan · Хендра Сетиаван                 | Республика Корея · Lee Yong-dae · Yoo Yeon-seong    | Республика Корея · Kim Gi-jung · Kim Sa-rang · Малайзия · Goh V Shem · Tan Wee Kiong           |
| 2018 | Индонезия · Marcus Fernaldi Gideon · Kevin Sanjaya Sukamuljo | Индонезия · Fajar Alfian · Muhammad Rian Ardianto   | Китай · Li Junhui · Liu Yuchen · Китайский Тайбэй · Lee Jhe-huei · Lee Yang                    |

#### Команда
| Год  | Золото           | Серебро          | Бронза                        |
| ---- | ---------------- | ---------------- | ----------------------------- |
| 1962 | Индонезия        | Таиланд          | Малайзия                      |
| 1966 | Таиланд          | Малайзия         | Япония · Китайская Республика |
| 1970 | Индонезия        | Таиланд          | Япония · Малайзия             |
| 1974 | Китай            | Индонезия        | Индия                         |
| 1978 | Индонезия        | Китай            | Пакистан · Таиланд            |
| 1982 | Китай            | Индонезия        | Индия · Республика Корея      |
| 1986 | Республика Корея | Китай            | Индонезия · Индия             |
| 1990 | Китай            | Малайзия         | Индонезия · Республика Корея  |
| 1994 | Индонезия        | Республика Корея | Китай · Малайзия              |
| 1998 | Индонезия        | Китай            | Республика Корея · Малайзия   |
| 2002 | Республика Корея | Индонезия        | Китай · Малайзия              |
| 2006 | Китай            | Республика Корея | Индонезия · Малайзия          |
| 2010 | Китай            | Республика Корея | Индонезия · Таиланд           |
| 2014 | Республика Корея | Китай            | Малайзия · Китайский Тайбэй   |
| 2018 | Китай            | Индонезия        | Япония · Китайский Тайбэй     |

### Женщины

#### Одиночный разряд
| Год  | Золото                           | Серебро                          | Бронза                                                               |
| ---- | -------------------------------- | -------------------------------- | -------------------------------------------------------------------- |
| 1962 | Индонезия · Minarni              | Индонезия · Corry Kawilarang     | Индонезия · Happy Herowati                                           |
| 1966 | Япония · Noriko Takagi           | Таиланд · Sumol Chanklum         | Индонезия · Minarni · Япония · Tomoko Takahashi                      |
| 1970 | Япония · Hiroe Yuki              | Таиланд · Thongkam Kingmanee     | Индонезия · Minarni · Малайзия · Sylvia Ng                           |
| 1974 | Китай · Chen Yuniang             | Китай · Liang Qiuxia             | Япония · Hiroe Yuki                                                  |
| 1978 | Китай · Liang Qiuxia             | Китай · Liu Xia                  | Япония · Saori Kondo · Таиланд · Sirisriro Patama                    |
| 1982 | Китай · Zhang Ailing             | Китай · Li Lingwei               | Япония · Sumiko Kitada · Республика Корея · Kim Yun-ja               |
| 1986 | Китай · Han Aiping               | Китай · Li Lingwei               | Республика Корея · Hwang Hye-young · Республика Корея · Kim Yun-ja   |
| 1990 | Китай · Tang Jiuhong             | Республика Корея · Lee Young-suk | Китай · Huang Hua · Индонезия · Susi Susanti                         |
| 1994 | Республика Корея · Bang Soo-hyun | Япония · Hisako Mizui            | Китай · Ye Zhaoying · Индонезия · Susi Susanti                       |
| 1998 | Япония · Kanako Yonekura         | Китай · Gong Zhichao             | Республика Корея · Lee Joo-hyun · Таиланд · Sujitra Ekmongkolpaisarn |
| 2002 | Китай · Zhou Mi                  | Китай · Gong Ruina               | Гонконг · Wang Chen · Республика Корея · Kim Kyeung-ran              |
| 2006 | Гонконг · Wang Chen              | Гонконг · Yip Pui Yin            | Китай · Xie Xingfang · Республика Корея · Hwang Hye-youn             |
| 2010 | Китай · Wang Shixian             | Китай · Wang Xin                 | Гонконг · Yip Pui Yin · Япония · Eriko Hirose                        |
| 2014 | Китай · Ван Ихань                | Китай · Ли Сюэжуй                | Республика Корея · Bae Yeon-ju · Китайский Тайбэй · Tai Tzu-ying     |
| 2018 | Китайский Тайбэй Tai Tzu-ying    | Индия · П. В. Синдху             | Индия · Саина Нехвал · Япония · Akane Yamaguchi                      |

#### Парный разряд
| Год  | Золото                                                | Серебро                                          | Бронза                                                                                             |
| ---- | ----------------------------------------------------- | ------------------------------------------------ | -------------------------------------------------------------------------------------------------- |
| 1962 | Индонезия · Minarni · Retno Kustijah                  | Индонезия · Corry Kawilarang · Happy Herowati    | Малайзия · Tan Gaik Bee · Ng Mei Ling                                                              |
| 1966 | Индонезия · Minarni · Retno Kustijah                  | Япония · Hiroe Amano · Tomoko Takahashi          | Япония · Noriko Takagi · Kazuko Goto · Таиланд · Pratuang Pattabongs · Achara Pattabongs           |
| 1970 | Япония · Etsuko Takenaka · Machiko Aizawa             | Индонезия · Retno Kustijah · Nurhaena            | Малайзия · Rosalind Singha Ang · Teoh Siew Yong · Таиланд · Sumol Chanklum · Achara Pattabongs     |
| 1974 | Китай · Liang Qiuxia · Zheng Huiming                  | Китай · Lin Youya · Qiu Yufang                   | Индонезия · Theresia Widiastuti · Imelda Wiguno                                                    |
| 1978 | Индонезия · Verawaty Wiharjo · Imelda Wiguno          | Китай · Qiu Yufang · Zheng Huiming               | Индонезия · Theresia Widiastuti · Ruth Damayanti · Таиланд · Sirisriro Patama · Thongkam Kingmanee |
| 1982 | Республика Корея · Hwang Sun-ai · Kang Haeng-suk      | Республика Корея · Kim Yun-ja · Yoo Sang-hee     | Китай · Wu Dixi · Lin Ying · Япония · Atsuko Tokuda · Yoshiko Yonekura                             |
| 1986 | Китай · Lin Ying · Guan Weizhen                       | Республика Корея · Kim Yun-ja · Yoo Sang-hee     | Индонезия · Rosiana Tendean · Imelda Wiguno · Япония · Kimiko Jinnai · Sumiko Kitada               |
| 1990 | Китай · Guan Weizhen · Nong Qunhua                    | Республика Корея · Chung So-young · Gil Young-ah | Китай · Yao Fen · Lai Caiqin · Индонезия · Verawaty Fadjrin · Lili Tampi                           |
| 1994 | Республика Корея · Shim Eun-jung · Jang Hye-ock       | Республика Корея · Chung So-young · Gil Young-ah | Китай · Гэ Фэй · Гу Цзюнь · Япония · Tomomi Matsuo · Kyoko Sasage                                  |
| 1998 | Китай · Гэ Фэй · Гу Цзюнь                             | Индонезия · Eliza Nathanael · Deyana Lomban      | Китай · Qin Yiyuan · Tang Hetian · Республика Корея · Ra Kyung-min · Chung Jae-hee                 |
| 2002 | Республика Корея · Ra Kyung-min · Lee Kyung-won       | Китай · Гао Лин · Huang Sui                      | Китай · Ян Вэй · Huang Nanyan · Республика Корея · Lee Hyo-jung · Hwang Yu-mi                      |
| 2006 | Китай · Гао Лин · Huang Sui                           | Китай · Чжан Цзевэнь · Ян Вэй                    | Япония · Kumiko Ogura · Reiko Shiota · Республика Корея · Lee Kyung-won · Lee Hyo-jung             |
| 2010 | Китай · Тянь Цин · Чжао Юньлэй                        | Китай · Wang Xiaoli · Юй Ян                      | Республика Корея · Ha Jung-eun · Lee Kyung-won · Республика Корея · Ким Минджон · Lee Hyo-jung     |
| 2014 | Индонезия · Nitya Krishinda Maheswari · Greysia Polii | Япония · Misaki Matsutomo · Ayaka Takahashi      | Китай · Тянь Цин · Чжао Юньлэй · Малайзия · Vivian Hoo · Woon Khe Wei                              |
| 2018 | Китай · Chen Qingchen · Jia Yifan                     | Япония · Misaki Matsutomo · Ayaka Takahashi      | Индонезия · Greysia Polii · Apriyani Rahayu · Япония · Yuki Fukushima · Sayaka Hirota              |

#### Команда
| Год  | Золото           | Серебро          | Бронза                       |
| ---- | ---------------- | ---------------- | ---------------------------- |
| 1962 | Индонезия        | Малайзия         | Таиланд                      |
| 1966 | Япония           | Таиланд          | Индонезия · Республика Корея |
| 1970 | Япония           | Таиланд          | Индонезия · Республика Корея |
| 1974 | Китай            | Индонезия        | Япония                       |
| 1978 | Китай            | Индонезия        | Япония · Таиланд             |
| 1982 | Китай            | Япония           | Индия · Республика Корея     |
| 1986 | Китай            | Япония           | Индонезия · Республика Корея |
| 1990 | Китай            | Индонезия        | Япония · Республика Корея    |
| 1994 | Республика Корея | Индонезия        | Китай · Япония               |
| 1998 | Китай            | Республика Корея | { Индонезия · Япония         |
| 2002 | Китай            | Республика Корея | Гонконг · Таиланд            |
| 2006 | Китай            | Япония           | Республика Корея · Сингапур  |
| 2010 | Китай            | Таиланд          | Индонезия · Республика Корея |
| 2014 | Китай            | Республика Корея | Индия · Япония               |
| 2018 | Япония           | Китай            | Индонезия · Таиланд          |

### Смешанный парный разряд (микст)
| Год  | Золото                                             | Серебро                                                | Бронза                                                                                                  |
| ---- | -------------------------------------------------- | ------------------------------------------------------ | --- |
| 1966 | Малайзия · Teh Kew San · Rosalind Singha Ang       | Малайзия · Eddy Choong · Tan Gaik Bee                  | Индонезия · Tjoa Tjong Boan · Retno Kustijah · Индонезия · Wong Pek Sen · Minarni                       |
| 1970 | Малайзия · Ng Boon Bee · Sylvia Ng                 | Таиланд · Bandid Jaiyen · Achara Pattabongs            | Индонезия · Rudy Hartono · Minarni · Япония · Ippei Kojima · Etsuko Takenaka                            |
| 1974 | Индонезия · Christian Hadinata · Regina Masli      | Индонезия · Tjun Tjun · Sri Wiyanti                    | Китай · Tang Xianhu · Chen Yuniang                                                                      |
| 1978 | Китай · Tang Xianhu · Zhang Ailing                 | Индонезия · Hariamanto Kartono · Theresia Widiastuti   | Китай · Yu Yaodong · Li Fang · Индонезия · Christian Hadinata · Imelda Wiguno                           |
| 1982 | Индонезия · Christian Hadinata · Ivana Lie         | Индонезия · Icuk Sugiarto · Ruth Damayanti             | Китай · Lin Jiangli · Lin Ying · Индия · Leroy D’Sa · Kanwal Thakar Singh                               |
| 1986 | Республика Корея · Park Joo-bong · Chung Myung-hee | Республика Корея · Lee Deuk-choon · Chung So-young     | Китай · Jiang Guoliang · Lin Ying · Китай · Xiong Guobao · Qian Ping                                    |
| 1990 | Республика Корея · Park Joo-bong · Chung Myung-hee | Индонезия · Eddy Hartono · Verawaty Fadjrin            | Китай · Zheng Yumin · Shi Fangjing · Индонезия · Rudy Gunawan · Rosiana Tendean                         |
| 1994 | Республика Корея · Yoo Yong-sung · Chung So-young  | Республика Корея · Kang Kyung-jin · Jang Hye-ock       | Индонезия · Rudy Gunawan · Eliza Nathanael · Малайзия · Yap Kim Hock · Lee Wai Leng                     |
| 1998 | Республика Корея · Ким Дон Мун · Ra Kyung-min      | Республика Корея · Lee Dong-soo · Yim Kyung-jin        | Китай · Чжан Цзюнь · Qin Yiyuan · Индонезия · Tri Kusharjanto · Minarti Timur                           |
| 2002 | Республика Корея · Ким Дон Мун · Ra Kyung-min      | Таиланд · Khunakorn Sudhisodhi · Saralee Thungthongkam | Китай · Chen Qiqiu · Чжан Цзевэнь · Индонезия · Nova Widianto · Vita Marissa                            |
| 2006 | Китай · Zheng Bo · Гао Лин                         | Китай · Xie Zhongbo · Zhang Yawen                      | Малайзия · Mohd Fairuzizuan Tazari · Wong Pei Tty · Таиланд · Sudket Prapakamol · Saralee Thungthongkam |
| 2010 | Республика Корея · Shin Baek-cheol · Lee Hyo-jung  | Китай · Чжан Нань · Чжао Юньлэй                        | Китай · He Hanbin · Ма Цзинь · Китайский Тайбэй · Chen Hung-ling · Cheng Wen-hsing                      |
| 2014 | Китай · Чжан Нань · Чжао Юньлэй                    | Индонезия · Tontowi Ahmad · Liliyana Natsir            | Китай · Сюй Чэнь · Ма Цзинь · Индонезия · Praveen Jordan · Debby Susanto                                |
| 2018 | Китай · Zheng Siwei · Huang Yaqiong                | Гонконг · Tang Chun Man · Tse Ying Suet                | Китай · Wang Yilü · Huang Dongping · Индонезия · Tontowi Ahmad · Liliyana Natsir                        |

## Медальный зачёт
суммарно медали для страны во всех видах соревнований
| Место           | Страна               | Золото | Серебро | Бронза | Всего |
| --------------- | -------------------- | ------ | ------- | ------ | ----- |
| 1               | Китай                | 43     | 29      | 35     | 107   |
| 2               | Индонезия            | 28     | 27      | 44     | 99    |
| 3               | Республика Корея     | 16     | 17      | 33     | 66    |
| 4               | Япония               | 7      | 8       | 25     | 40    |
| 5               | Малайзия             | 7      | 8       | 20     | 35    |
| 6               | Таиланд              | 1      | 11      | 15     | 27    |
| 7               | Гонконг              | 1      | 2       | 5      | 8     |
| 8               | Китайская Республика | 1      | 1       | 6      | 8     |
| 9               | Индия                | 0      | 1       | 9      | 10    |
| 10              | Мьянма               | 0      | 0       | 1      | 1     |
| 10              | Пакистан             | 0      | 0       | 1      | 1     |
| 10              | Сингапур             | 0      | 0       | 1      | 1     |
| Всего стран: 12 | Всего стран: 12      | 104    | 104     | 195    | 403   |